# José Ignacio Pardo de Santayana

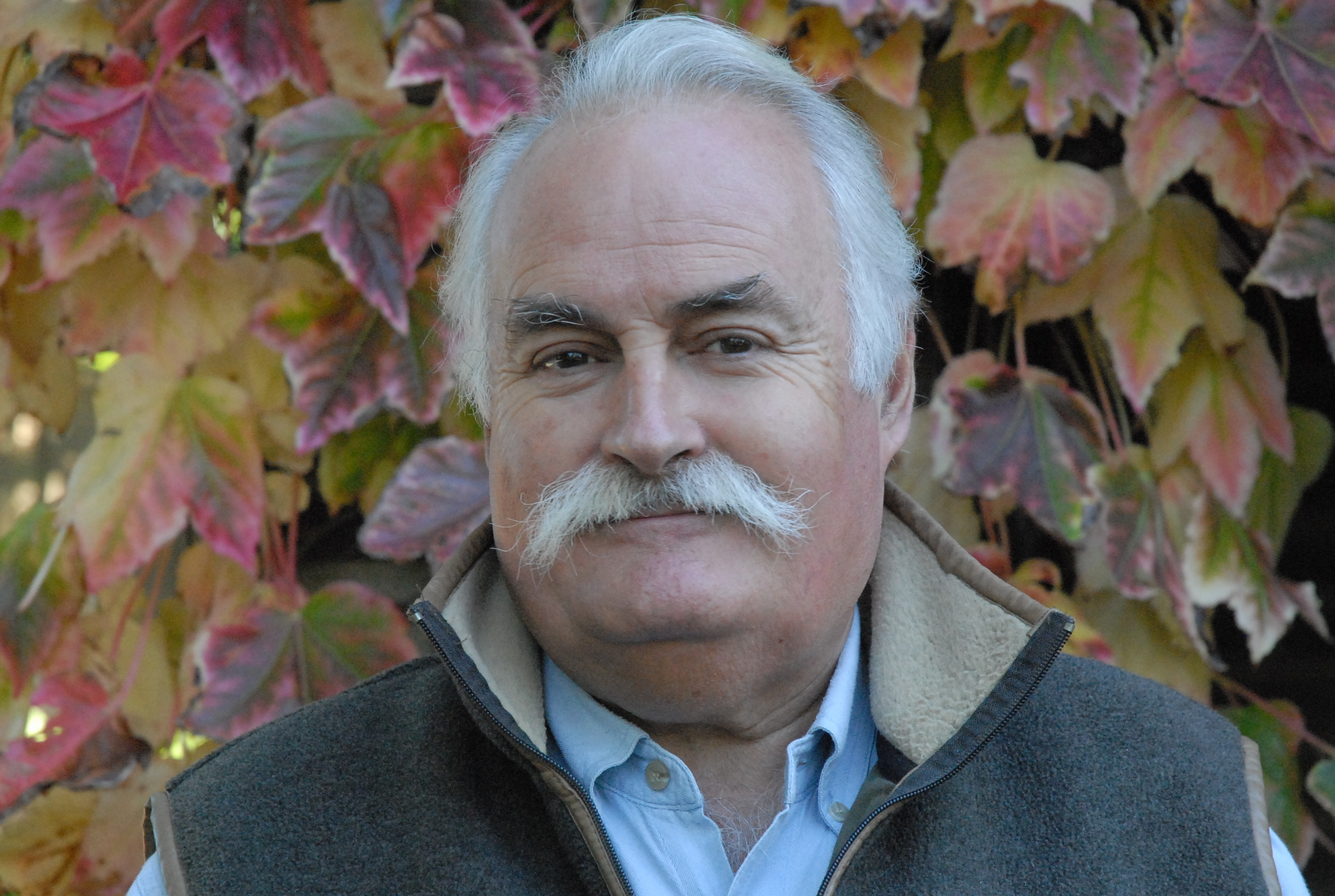
José Ignacio Pardo de Santayana.

José Ignacio Pardo de Santayana de la Hidalga (Torrelavega, Cantabria; 5 de febrero de 1945) es un ingeniero de caminos, canales y puertos (Madrid, 1976), ornitólogo y naturalista español. Fue profesor de la Escuela de Caminos de Santander desde 1976 hasta 1982.
Sin embargo, derivó su trayectoria hacia la zoología y la conservación de la naturaleza, que habían sido su pasión desde niño como entomólogo junto a su padre y ornitólogo vocacional (es miembro de la Sociedad Española de Ornitología, SEO, desde 1962), cuando adquirió en 1977 el Zoo de Santillana del Mar, uno de los grandes zoológicos de España y centro de cría de animales en peligro de extinción. Es el director de ese parque zoológico desde aquella fecha y el presidente de la Fundación Zoo de Santillana desde que él mismo la fundara en 2007.
Como naturalista realizó una serie de documentales para la televisión y durante doce años el pequeño espacio diario titulado Animales y medio ambiente en Radio 5 (RNE). Ha dado conferencias, presentado ponencias en congresos, escrito seis libros y diversos artículos y dado entrevistas en medios de comunicación.

## Radio y televisión
En 1985, dirigió una serie de diecisiete documentales en televisión sobre la fauna de Cantabria. Posteriormente, realizó numerosas colaboraciones con otras televisiones y radios tanto locales como nacionales. Durante doce años colaboró en Radio 5 (RNE) con más de dos mil intervenciones difundiendo sus conocimientos y experiencias acerca del mundo animal en el pequeño espacio diario titulado Animales y medio ambiente.

## Publicaciones
- El beso del chimpancé (2001): en él relata sus experiencias personales con los animales. País Aguilar/Fundación Zoo de Santillana.
- Cómo tener un zoo a los 30 años (2008): el autor narra sus experiencias desde la infancia hasta que comienza su trabajo en el zoo. Fundación Zoo de Santillana.
- Libro-CD Animales y medio ambiente (2010): reúne cien historias de los 2.145 programas grabados para Radio 5. Fundación Zoo de Santillana.
- Participación en la publicación Fauna y flora de Cantabria (2000) en los artículos relativos a mariposas, invertebrados y fauna urbana. Diario Montañés.
- Colaboración en el libro Noja, entre el cielo y el mar (2002), en el capítulo dedicado a la naturaleza autóctona de las marismas de Noja. Ayuntamiento de Noja.
- Colaboraciones con la revista Ardeola. Sociedad Española de Ornitología (SEO).
- Colaboraciones con la publicación Madrid y más (hoy el diario gratuito 20 minutos), en artículos relativos al mundo animal. Grupo 20 Minutos.

## Premios y reconocimientos
- Premio HORECA (1996). Máximo galardón de la Asociación de Hostelería de Cantabria concedido por su labor de difusión de valores y atractivos turísticos de Cantabria.
- Nombrado «Torrelaveguense Ilustre» (2003) por el Grupo de Opinión Quercus.
- X Premio de Honor de la Asociación Cultural Plaza Porticada (agosto de 2008).
- Nombrado Socio de Honor de la Casa de Cantabria en Madrid (agosto de 2010).